# Батъл Ривър
Батъл Ривър (на английски: Battle River) е река в Канада, провинции Албърта и Саскачеван, десен на река Норт Саскачеван, от системата на река Нелсън. Дължината ѝ от 570 км ѝ отрежда 51-во място в Канада.
Река Батъл Ривър изтича от югоизточния ъгъл на езерото Батъл (848 м н.в.), разположено на 80 км югозападно от град Едмънтън, административния център на провинция Албърта.
Генералната посока на течението на реката е на изток, като прави множество „зиг-заги“. До град Понока тече на югоизток, след това до град Гуине – на североизток. От там отново на югоизток до Алайнс и пак на североизток до 53°05′ с. ш. 110°37′ з. д. / 53.083333° с. ш. 110.616667° з. д.. След това течението ѝ приема източно направление, преминава в провинция Саскачеван и при град Норт Батълфорд се влива отдясно в река Норт Саскачеван на 464 м н.в.
Площта на водосборния ѝ басейн е 30 300 km2, който представлява 24,7% от водосборния басейн на река Норт Саскачеван.
По-големи притоци са: ляв – Пайпстън; десен – Рибстън.
Многогодишният среден дебит при устието ѝ е 10 m3/s. Максималният отток на Батъл Ривър е през май-юни, а минималния през февруари-март. Дъждовно-снегово подхранване. От края на ноември до средата на април реката замръзва.
В периода от 1792 до 1820 г. геодезистът на компанията „Хъдсън Бей“, търгуваща с ценни животински кожи Питър Фидлър извършва мащабни топографски заснемания и картирания на цялия басейн на река Саскачеван, в това число течението и водосборния басейн на река Батъл Ривър.